# Richmond, Tasmanien
Richmond är en ort i Australien. Den ligger i kommunen Clarence och delstaten Tasmanien, i den sydöstra delen av landet, omkring 19 kilometer nordost om delstatshuvudstaden Hobart.
Runt Richmond är det ganska tätbefolkat, med 124 invånare per kvadratkilometer.. Närmaste större samhälle är Hobart, omkring 19 kilometer sydväst om Richmond. 
Trakten runt Richmond består i huvudsak av gräsmarker. Genomsnittlig årsnederbörd är 697 millimeter. Den regnigaste månaden är juli, med i genomsnitt 78 mm nederbörd, och den torraste är februari, med 41 mm nederbörd.